# Marshall’s Island
Marshall's Island ist eine Insel von Bermuda, gelegen im Großen Sund (Great Sound) etwa 0,2 km westlich der Nordspitze von Hinson’s Island. 
Es handelt sich um eine Doppelinsel: Der nordwestliche verwinkelte Teil der Insel ist mit dem ovalen südöstlichen Gebiet über eine kaum zehn Meter lange Landbrücke verbunden. Marshall's Island ist durchweg flach und dicht bewachsen, aber nur spärlich bebaut. Sie befindet sich in Privatbesitz, zählt aber dennoch zum bermudischen Verwaltungsgebiet Warwick Parish.